# اسعد بن احمد طرابلسی
ابوالفضل اسعد بن احمد طرابلسی -که از نوادگان ابوروح است-، قاضی و عالم امامی، در سده۵ و اوایل سده۶ق / ۱۱ و ۱۲م است. از تاریخ و محل تولد وی اطلاعی در دست نیست. او شاگرد ابن براج، فقیه مشهور امامی و همچنین جانشین وی بوده است. او همچنین پس از ابن براج، متصدی منصب قضای طرابلس بوده است. وی در بلاد مختلف شام، از جمله طرابلس، فلسطین و دمشق، در میان امامیه، مشهور بوده و پس از ابن برّاج، مفتی ایشان بوده است. وی مدتی به حیفا رفته و در آنجا کتابخانه‌ای که بیش از ۴ هزار جلد کتاب داشت، فراهم کرده بود. وی در علم کلام و فقه، آثاری نوشته بوده که نشان از تبحر وی در این دو علم دارد. در تاریخ و محل وفات وی اختلاف وجود دارد.

## ولادت و درگذشت
از تاریخ و محل تولد وی اطلاعی در دست نیست. به گزارش ذهبی اسعد مدتی در صیدا سکنی داشت، تا آنکه صلیبیان آنجا را به تصرف خویش در آوردند و او در آنجا به قتل رسید.
چنان‌که ابن اثیر گزارش کرده، تصرف صیدا از سوی صلیبیان در ۵۰۴ق واقع شده بود.
در حالی که مورخ امامی مذهب، ابن ابی طی احتمال داده است که وی در سال ۴۹۴ق، به هنگامی که صلیبیان حیفا را تصرف کردند، کشته شده باشد. چرا که وی مدتی پیش از آن، به آنجا رفته و کتابخانه‌ای که بیش از۴ هزار جلد کتاب داشت، فراهم کرده بود.
همچنین در گزارش دیگری آمده است که وی به دمشق رفته و در آنجا وفات یافته است.

## شخصیت علمی و مذهبی وی
او شاگرد ابن برّاج (د ۴۸۱ق)، فقیه مشهور امامی و همچنین جانشین وی بوده است، از این‌رو می‌توان گفت که در ۴۸۱ق، یعنی در زمان وفات ابن برّاج، دست کم در سنین میان سالی بوده است.
وی پس از ابن براج، فقیه امامیه و به تعبیر صفدی «رأس الشیعه» در شام بوده و به تدریس اشتغال داشته است. او همچنین پس از ابن براج، متصدی منصب قضای طرابلس بوده است. از این‌رو می‌توان گفت که اسعد در دوره حکومت جلال‌الملک ابوالحسن ابن عمار (حک ۴۹۴–۴۶۴ق) به این منصب رسیده است.
گزارش شده که وی گاه در حضور ابن عمار با فقهای دیگر مذاهب، و گاه با خود وی مناظره و بحث علمی می‌کرده است. مورخ امامی مذهب، ابن ابی طی احتمال داده است که وی، قبل از سال ۴۹۴ق، به حیفا رفته و کتابخانه‌ای که بیش از۴ هزار جلد کتاب داشت، فراهم کرده بود.
وی در بلاد مختلف شام، از جمله طرابلس، فلسطین و دمشق، در میان امامیه، مشهور و چنان‌که گذشت، پس از ابن برّاج، مفتی ایشان بوده است. اسعد، گویا در دارالعلمی که جلال الملک در طرابلس تأسیس کرده بود، صاحب مقام بود و به احتمال قوی تدریس می‌نمود و چنان‌که گفته‌اند، از سوی جلال‌الملک به شاگردان شهریه تقسیم می‌کرد.
همچنین گفته‌اند که اسعد مردی متعبد و زاهد بود و شب‌ها اندکی بیش نمی‌خوابید و به تهجد مشغول می‌شد.

## شاگردان
از شاگردان وی اسعد بن عمر بن مسعود جبلی را برشمرده‌اند.

## تألیفات
کتاب‌های وی که همگی از میان رفته، از این قرار بوده است:
1. البراهین،
2. البیان فی حقیقة الانسان،
3. التبصره فی معرفة المذهبین الشافعیه و الامامیه،
4. التبیان بیننا و بین النعمان،
5. عیون الادله فی معرفة الله،
6. الفرائض،
7. مسئله الفقاع،
8. المقتبس فی الخلاف بیننا و بین مالک بن انس،
9. المناسک،
10. النور فی عبادة الایام و الشهور.[۱۲]

چنان‌که پیداست وی در علم کلام و فقه، خاصه خلاف، آثاری نوشته بوده که نشان از تبحر وی در این دو علم دارد.